# HD223640
HD223640 — хімічно пекулярна зоря спектрального класу
B9 й має  видиму зоряну величину в смузі V приблизно  5,2.
Вона  розташована на відстані близько 321,0 світлових років від Сонця.

## Фізичні характеристики
Зоря HD223640 обертається 
порівняно повільно 
навколо своєї осі. Проєкція її екваторіальної швидкості на промінь зору становить  Vsin(i)= 28км/сек.
Телескоп Гіппаркос зареєстрував  фотометричну змінність  даної зорі з періодом    3,74 доби в межах від  Hmin= 5,16 до  Hmax= 5,12.

## Пекулярний хімічний склад
Зоряна атмосфера HD223640 має підвищений вміст 
Si
.

## Магнітне поле
Спектр даної зорі вказує на наявність магнітного поля у її зоряній атмосфері.
Напруженість повздовжної компоненти поля оціненої з аналізу
наявних ліній металів
становить  643,0± 217,9 Гаус.